# Hamilton (Indiana, DeKalb és Steuben megye)
Holland város az Amerikai Egyesült Államok Indiana államában, DeKalb és Steuben megyében. Lakosainak száma 1529 fő (2020. április 1.).

## Népesség
A település népességének változása:

| 2010 | 1 532 |
| 2020 | 1 529 |